# Pedogenesi

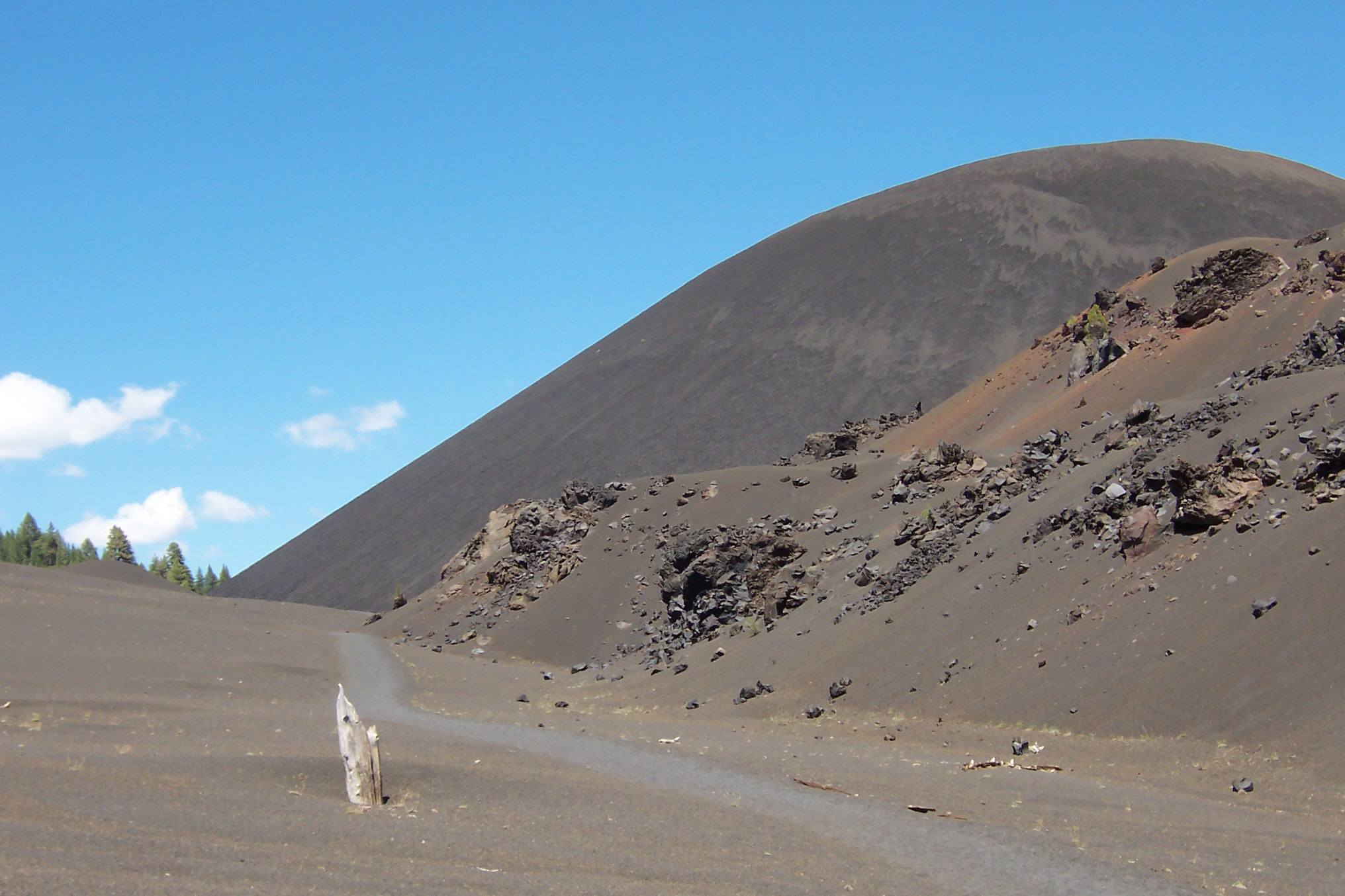
Accumulo di sedimenti vulcanici non pedogenizzati, che non costituiscono un suolo.

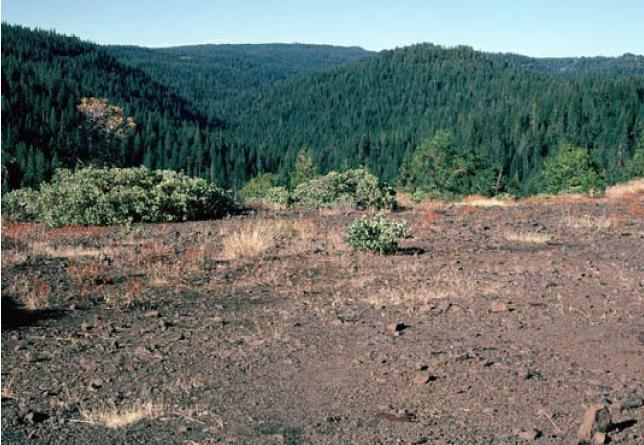
Inizio di pedogenesi su una colata lavica.

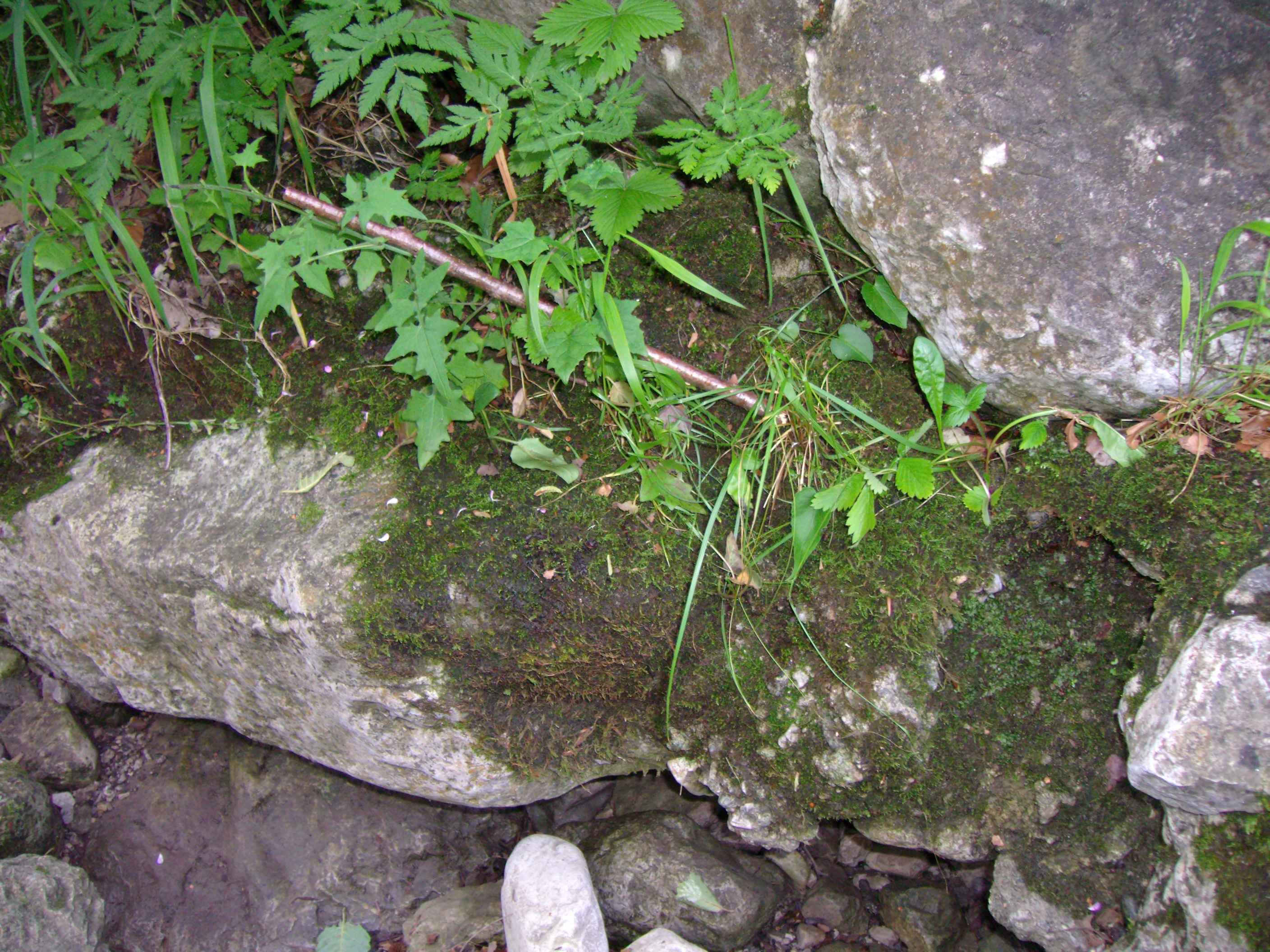
Inizio di pedogenesi su una roccia calcarea.

La pedogenesi (dal greco πέδον, «suolo» e γένεσις, «nascita») è l'insieme di processi fisici, chimici e biologici che agiscono nel corso del tempo su sedimenti e materiali rocciosi alterati (regolite) esposti sulla superficie terrestre e portano alla formazione di un suolo.
La formazione dei suoli include due processi principali:
- la formazione di un materiale di base da cui si evolve un suolo, il materiale parentale[2][3], costituito dalla componente minerale di base del terreno;
- l'evoluzione di un suolo a partire da questo materiale di base.

Circa il 99% dei suoli si sviluppano a partire da un materiale di origine minerale derivato dall'alterazione delle rocce, e in piccola parte direttamente da materiali organici derivati dalla crescita di vegetali (come ad esempio la torba). Il substrato roccioso non può essere considerato il materiale di origine dei suoli: il vero materiale parentale dei suoli è il detrito  derivato dall'alterazione meteorica della roccia in posto. 
I suoli sono oggetto di studio della pedologia, che rappresenta il punto di incontro delle scienze geologiche e delle scienze agrarie. 
L'azione degli organismi viventi è uno dei fattori fondamentali che determina la formazione di un suolo e quindi la pedogenesi. Le prime comunità viventi che si instaurano su un substrato inorganico sono formate da organismi semplici: colonie batteriche, funghi e licheni., e piante primitive, come i muschi che esercitano un duplice effetto: da una parte proseguono l'opera di alterazione chimica e fisica del substrato, dall'altra riforniscono il materiale di alterazione di un primo apporto di sostanze organiche e ioni minerali che viene successivamente sfruttato per l'insediamento di organismi più complessi, come le piante superiori, dotate apparati radicali complessi e sviluppati. Inoltre i prodotti delle attività metaboliche degli organismi viventi e della loro decomposizione post-mortem rende più aggressiva l'alterazione chimica delle acque interstiziali, favorendo l'ulteriore soluzione di sali minerali. 
Il trascorrere del tempo è un altro fattore determinante della pedogenesi. La formazione di un suolo avviene su distanze di tempo piuttosto ampie, per i tempi lunghi richiesti dall'alterazione del substrato roccioso (da centinaia a migliaia di anni, a seconda dei fattori climatici). I tempi molto lunghi richiesti dalla pedogenesi fanno sì che il suolo sia considerato come una risorsa non rinnovabile, in quanto i tempi di formazione sono di gran lunga maggiori a quelli relativi ai processi di perdita e deterioramento dovuti a cause sia naturali che antropiche.

## La trasformazione della roccia in posto

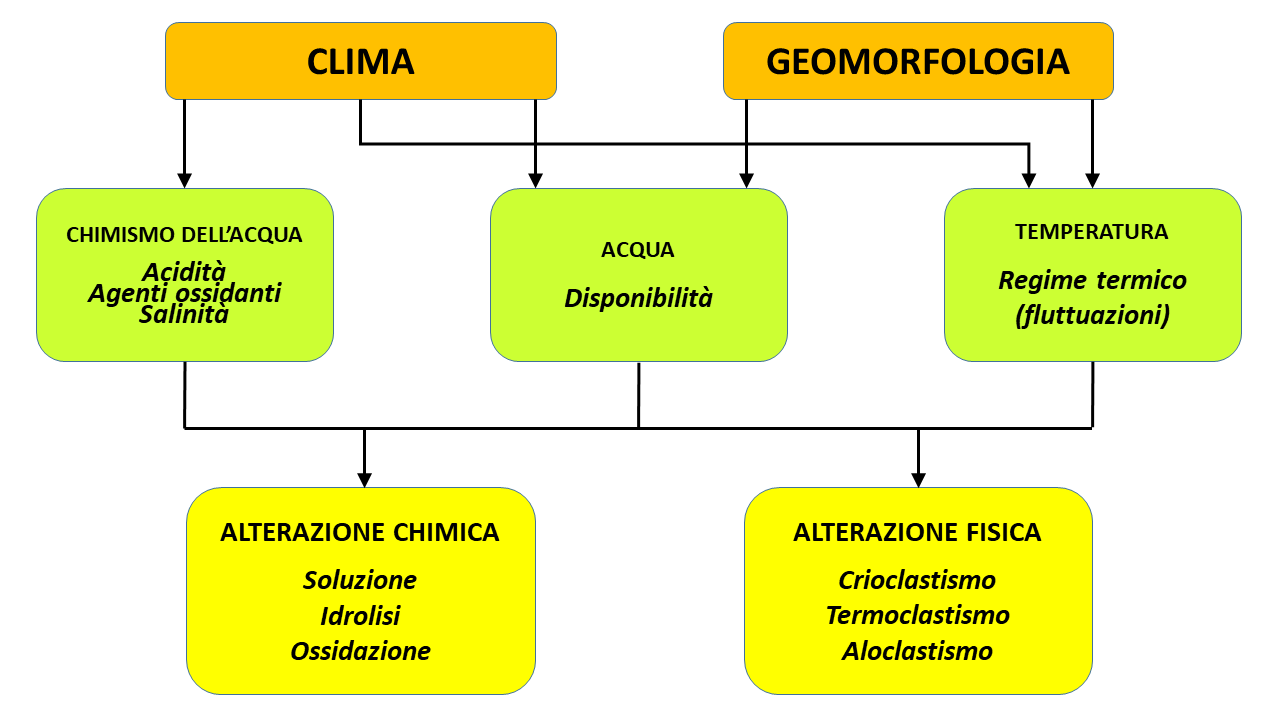
Schema dei processi di alterazione e dei fattori che li controllano.

Le rocce della superficie terrestre sono soggette a modificazioni fisiche e chimiche da parte di diversi processi di alterazione meteorica (o degradazione meteorica o ancora meteorizzazione). Questi processi generalmente iniziano con la percolazione (l'infiltrazione) dell'acqua nei vuoti presenti all'interno delle rocce (nelle fratture e nella porosità delle rocce), e sono più intensi quanto più la roccia è prossima alla superficie. L'alterazione meteorica causa la disgregazione e l'alterazione del substrato roccioso attraverso processi meccanici e chimici che creano uno strato superficiale di regolite (insieme di frammenti rocciosi sciolti).
 
I fattori primari che controllano l'alterazione sono il clima e la geomorfologia. Questi fattori a grande scala controllano la temperatura, la disponibilità di acqua e il chimismo delle acque.
I materiali degradati restano in posto per un certo tempo, formando una copertura eluviale che protegge in una certa misura la roccia "fresca" da ulteriori attacchi. L'eluvium può raggiungere anche spessori notevoli (decine di metri), se la presenza di acqua di infiltrazione (in climi umidi) permette alla degradazione di agire in profondità per via chimica e/o fisica. I materiali eluviali sono da considerarsi autoctoni (cioè originatisi in posto). I materiali depositati dopo un trasporto più o meno lungo ad opera degli agenti atmosferici (acqua, vento, ghiacciai, gravità) sono invece alloctoni (cioè trasportati da altri siti). Questo tipo di depositi costituisce il colluvium (depositi colluviali, ovvero detrito di versante o di frana) e l'alluvium (depositi di piana alluvionale e di conoide di deiezione); altri esempi tipici sono i depositi morenici e depositi eolici (come il löss). 
Le trasformazioni subite dalla roccia in posto possono essere di tipo fisico, cioè dalla disgregazione della massa rocciosa affiorante sulla superficie terrestre, causata dai diversi agenti fisici, oppure di tipo chimico, implicante cioè una modifica della composizione chimica o una riorganizzazione della struttura cristallina, che conduce alla creazione dei cosiddetti minerali secondari.
L'azione degli agenti atmosferici sulle rocce conduce, sul lungo periodo, alla disgregazione meccanica con produzione di regolite. La frazione minerale di quest'ultima ha dimensioni granulometriche molto variabili. Si possono distinguere due categorie fondamentali:
- frazione minerale primaria, costituita da materiali che conservano i minerali originali della roccia in posto e derivano da processi di degradazione fisica: abbiamo frammenti di roccia da grossolani (massi e ciottoli), a progressivamente sempre più fini, fino ad arrivare alle dimensioni della sabbia (granuli, quasi sempre monomineralici, ovvero composti da un solo minerale e del silt, con dimensioni dell'ordine di frazioni di millimetro). I minerali presenti in questa frazione sono minerali primari o residuali[17][18].
- frazione minerale secondaria, derivante dalla disgregazione fisica e soprattutto dall'alterazione chimica della frazione primaria: questa frazione è rappresentata soprattutto da argilla, con dimensioni dell'ordine dei micrometri. L'argilla non costituisce solo una classe dimensionale ma ha caratteristiche mineralogiche specifiche. Le argille sono minerali secondari. Derivano cioè dalla degradazione chimica o biologica dei minerali primari (feldspati, miche e altri) che avviene in presenza di acqua nella formazione dei suoli[17][18].

### Degradazione fisica
Le modalità di degradazione fisica delle rocce sono di diversi tipi:
- crioclastismo, causato dall'azione gelo-disgelo. È il processo di disgregazione meccanica di una roccia causato dalla pressione provocata dall'aumento di volume dell'acqua contenuta entro le fratture e la porosità naturale della roccia, quando questa gela. Quando l'acqua congelando diventa ghiaccio, il suo volume aumenta del 9%, generando una pressione sufficiente a spezzare la roccia o comunque a indebolirne la coesione, soprattutto se la roccia è satura d'acqua (cioè l'acqua riempie completamente gli spazi vuoti all'interno della roccia). Con cicli ripetuti di gelo-disgelo, la roccia si disgrega in frammenti (clasti): questo processo è tipico delle zone a clima freddo (anche stagionale) in cui vi sono escursioni termiche attorno a 0 °C che continuamente inducono cambi di stato fisico all'acqua presente (come aree montuose ad altitudine elevata nelle regioni temperate o aree alle alte latitudini, polari e circumpolari). I frammenti, per il tipo di azione meccanica, hanno spigoli vivi, spesso taglienti[19][20][21];
- termoclastismo. Le fluttuazioni cicliche (diurne) di temperatura giocano un ruolo importante nella disgregazione fisica delle rocce, soprattutto nelle regioni aride (desertiche) a clima caldo, dove si hanno escursioni rapide e ampie (decine di gradi) tra notte e giorno. Il riscaldamento genera una dilatazione, con aumento di volume. Le rocce sono raramente corpi isotropi (al cui interno le proprietà fisiche non variano con la direzione): spesso sono composte da diversi tipi di minerali o hanno comunque discontinuità interne (come ad esempio la stratificazione), e questo influenza anche la distribuzione interna delle loro proprietà fisiche (come la durezza, l'elasticità, la dilatazione termica etc.), che hanno grandezze diverse in direzioni diverse. Questo porta le diverse parti costituenti la roccia sottoposte a variazioni di temperatura a espandersi e contrarsi in misura diversa e questo facilita la creazione di micro-fratture che si ampliano gradualmente fino alla disgregazione della roccia stessa. Inoltre, le rocce non hanno generalmente una conducibilità termica elevata (sono cioè tendenzialmente degli isolanti termici): questo vuol dire che tra la parte superficiale (alcuni millimetri) e la parte interna vi possono essere parecchi gradi di differenza e quindi una risposta diversa in termini di dilatazione alle fluttuazioni di temperatura; questo con ripetuti cicli di riscaldamento e raffreddamento provoca micro-fratture parallele alla superficie della roccia. Il risultato di questi processo è il distacco di lamine o scaglie sottili di roccia. Questo tipo di disgregazione è chiamato esfoliazione.[22][23]
- aloclastismo. Questo processo è importante in aree costiere rocciose, soprattutto a clima caldo, nelle quali l'acqua marina ad elevato contenuto di sali penetra nelle fratture, discontinuità e porosità della roccia. È caratteristico anche di aree a clima arido o desertiche in cui l'acqua presente nella parte superficiale del terreno evapora velocemente durante il giorno lasciando depositi di sali. Con l'evaporazione dell'acqua, i sali prima in soluzione cristallizzano, e la crescita dei cristalli induce tensioni che concorrono ad ampliare le fratture fino a causare il distacco di schegge di roccia. Questo tipo di processo è di fatto simile a quello del gelo/disgelo. I sali più comunemente coinvolti in questo processo sono il cloruro di Sodio (halite), il solfato di Calcio (gesso) e il carbonato di Calcio (calcite)[22][24].
- bioclastismo: è la disgregazione fisica delle rocce prodotta da organismi viventi. Il complesso di dei processi in situ di alterazione fisico-chimica già visti creano un suolo regolitico che può ulteriormente essere elaborato da processi biogenici. Le radici delle piante che penetrano nel substrato roccioso possono frantumare ulteriormente la roccia; gli animali scavatori contribuiscono al fenomeno, sia con la loro attività di scavo, sia (come ad esempio i lombrichi) rimescolando il sedimento[25].

Esistono altre forme di degradazione fisica che possono agire sulle rocce, che vengono considerate di qualche importanza solo su tempi lunghissimi, come l'espansione derivante dall'asportazione di strati rocciosi sovrastanti, con conseguente diminuzione della pressione litostatica e conseguente liberazione di stress tensionali interni.

### Alterazione chimica

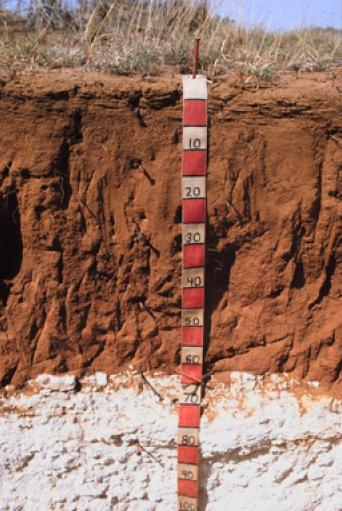
La deposizione di carbonato di calcio nell'orizzonte petrocalcico bianco è stata resa possibile dalla solubilizzazione di questo sale da parte dell'acqua circolante.

I processi di alterazione chimica portano a conseguenze importanti per la genesi di un suolo: gli attacchi chimici ai minerali di una roccia portano al cambiamento o alla distruzione della loro struttura cristallina e alla perdita di elementi.
In tutti i processi sotto descritti l'acqua svolge un ruolo importante, la cui circolazione viene permessa dalla permeabilità del suolo che è funzione della tessitura.
I processi attraverso i quali si ha alterazione del substrato sono:
- Ossidazione/riduzione: hanno importanza nel suolo in quanto agiscono sulla solubilità e quindi sulla mobilità di alcuni elementi; queste ultime grandezze variano al variare delle condizioni ossidoriduttive che si determinano nel terreno. Alcuni fra gli elementi chimici più importanti nella pedogenesi hanno dinamiche molto influenzate dal loro stato ossidativo: il ferro, ad esempio, in condizioni riducenti (come si possono determinare in un suolo saturato d'acqua) si riduce a ione Fe2+ e diventa parzialmente solubile in acqua, potendo essere così allontanato. Quando l'ambiente pedologico ritorna ossidante (ad esempio, cessando le condizioni di saturazione idrica) il ferro ritorna nella sua forma trivalente e riprecipita come ossido o idrossido.
- Solubilizzazione: l'acqua ha un grosso potere solubilizzante, ulteriormente incrementato dal fatto che è frequentemente resa lievemente acida per la presenza di acidi organici deboli o CO2 disciolta (nel suolo l'anidride carbonica è presente in quantità 50-100 volte superiori a quella dell'aria a causa della respirazione degli organismi componenti la pedofauna)[27].

Le soluzioni circolanti in un suolo sono di grossa importanza nei meccanismi pedogenetici, data la grande mobilità nel profilo pedologico dell'acqua (solvente), che rende possibile asportazioni di grandi quantità di ioni e la loro successiva rideposizione in altri orizzonti nel profilo o il loro allontanamento. Ad esempio, i processi di decarbonatazione sono essenzialmente derivanti da solubilizzazione e asporto di ioni calcio (Ca2+); ancora, i processi di deposizione di sali derivano dalla loro precipitazione, essendo stati precedentemente disciolti in acqua e da essa mobilizzati.
- Idratazione: consiste nell'incorporazione di molecole di acqua nel reticolo di un minerale; la disidratazione, invece, si verifica quando, in condizioni di aridità, la forte evaporazione provoca l'espulsione di acqua. L'idratazione facilita l'alterazione chimica dei minerali, indebolendo le forze che tengono legati gli ioni alle superfici dei cristalli. Molti minerali del suolo derivano da idratazione: ad esempio il gesso (solfato di calcio biidrato, CaSO4·2H2O).
- Idrolisi: è data, tecnicamente, da una rottura dei reticoli cristallini dei minerali causata dall'azione dell'acqua. Nella pedogenesi è un potente fattore di alterazione, assolutamente di primo piano in ambienti caldi e umidi come, ad esempio,  quelli equatoriali. La capacità alterativa delle molecole di acqua è aumentata dalla lieve acidità (contenuto in acido carbonico, H2CO3). Il processo idrolitico comporta la liberazione della silice e delle basi; in dipendenza delle caratteristiche climatiche, poi, queste possono essere completamente dilavate (desilicizzazione) oppure dare origine ad argille di neoformazione e idrossidi di ferro, alluminio e manganese (complesso di alterazione).
- Chelazione: è una forma particolare di alterazione chimica (in alcuni casi, biochimica) causata da alcune tipologie di composti organici (acidi organici, fenoli) che possono essere prodotti da organismi inferiori (muschi, funghi, licheni) o provenire dalla decomposizione delle lettiere forestali. Tali composti attaccano i minerali, estraendone degli ioni metallici (altrimenti piuttosto refrattari a tali reazioni) formando dei composti organo-metallici chiamati chelati; questi ioni possono poi subire una traslocazione, ad opera dell'acqua circolante, verso le parti più basse del profilo.

### I prodotti dell'alterazione dei minerali

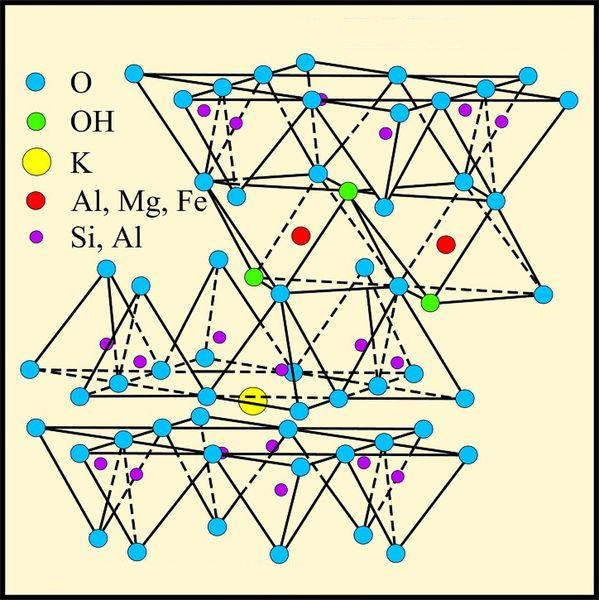
Struttura TOT dell'illite.

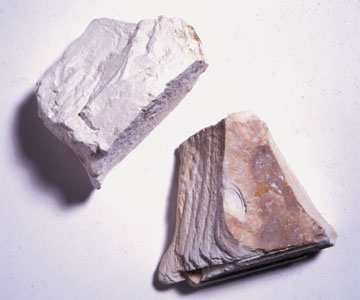
Campioni di caolinite.

Le sostanze che si formano in seguito all'alterazione chimica dei minerali (silice, ferro, alluminio, cationi), originariamente componenti la roccia, possono venire allontanate dall'acqua circolante nel profilo oppure entrare in contatto fra di loro (o con altre eventuali componenti del sistema) formando nuovi composti. Le sostanze così formatesi sono, sostanzialmente, i minerali argillosi (aventi struttura microcristallina a strati), gli ossidi / idrossidi di ferro e alluminio e gli allofani (composti amorfi, quindi senza struttura cristallina). In alcuni casi, possono rinvenirsi, sotto forma di ossidi, anche titanio e manganese, quest'ultimo presente sotto forma di pellicole nerastre nei macropori.
I minerali argillosi sono sostanzialmente dei silicati idrati di ferro, alluminio o magnesio, organizzati con varie combinazioni reticolari a strati. Questi strati (detti anche foglietti) possono essere costituiti da tetraedri aventi 4 atomi di ossigeno ai vertici e al centro un atomo di silicio oppure da ottaedri, costituiti da un atomo di Al, Mg o Fe circondato da 6 atomi di ossigeno o da 6 gruppi -OH.
Contraddistinguendo con "T" i foglietti tetraedrici e con "O" quelli ottaedrici, si individuano quattro modalità fondamentali di associazione, a formare le unità di base dei minerali argillosi:
- T-O, che origina le cosiddette argille 1:1, dove un foglietto tetraedrico è associato ad uno ottaedrico (caolinite, halloysite);
- T-O-T, originante le argille 2:1: un foglietto ottaedrico è racchiuso da due tetraedrici (montmorillonite, illite, vermiculite, miche);
- T-O-T-O / T-O-T-(O), che produce le argille 2:2 o 2:1:(1) (chamosite);
- minerali a strati misti, in cui la struttura è data da ripetizioni, regolari o meno, delle tre strutture sopra descritte.

I minerali argillosi, in dipendenza di questa loro struttura, presentano cariche negative libere sulla loro superficie: sono pertanto in grado di attrarre cationi, adsorbendoli alla superficie dei singoli foglietti, dove possibile, e scambiandoli in seguito con altri (capacità di scambio cationico, CSC).
Le argille a struttura 1:1, come la caolinite, hanno legami di idrogeno piuttosto forti fra i foglietti, che rendono molto difficoltosi gli inserimenti di acqua o cationi; da qui deriva la loro bassa attività, esemplificata dalla bassa CSC (5-15 meq/100 g). Sono tipiche di ambienti caldi e umidi, molto aggressivi, e generano dei suoli poveri e poco fertili, come sono quelli degli ambienti equatoriali.

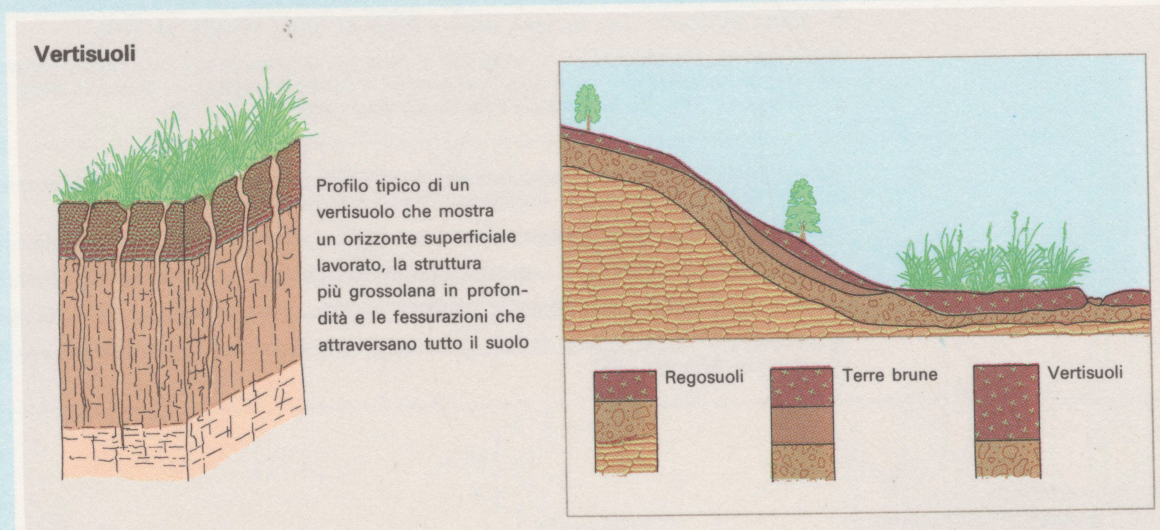
Vertisuoli

Quando invece i legami fra le singole unità sono più deboli, è più facile l'inserimento di cationi solubili o molecole di acqua; si ha quindi, in questo caso, una CSC più elevata (fino a 150 meq/100 g). Il reticolo, in caso di assorbimento, si espande molto (cosiddette argille a reticolo espandibile), producendo le tipiche alternanze di rigonfiamenti e contrazioni dei suoli ricchi di questo tipo di argille (vertisuoli).
Dal momento che i minerali argillosi sono anche noti come sialliti, si parla anche di bisiallitizzazione per indicare la neoformazione di argille 2:1, di monosiallitizzazione per la neoformazione di argille 1:1 e di allitizzazione a significare il completo allontanamento della silice tramite dilavamento. In quest'ultimo caso, il suolo sarà costituito da materiali residuali, come gli ossidi di alluminio e i minerali resistenti all'alterazione chimica.
Le differenti strutture di argilla hanno differenti campi di stabilità, cioè condizioni del pedoambiente (in termini di concentrazioni di elettroliti, pH, contenuto idrico) ottimali per la loro esistenza. In un suolo possono sussistere, all'equilibrio, più tipi di argilla, date le molteplici condizioni che si possono ritrovare a livello di micropedoambiente.
Gli allofani sono composti non cristallizzati (amorfi) di silicio e alluminio, costituiti da particelle simili a sferette cave dalle quali le molecole di acqua entrano ed escono con facilità. Si osservano nei suoli podzolici e nei suoli derivanti da materiali vulcanici; sono considerati forme metastabili, destinate a evolversi in uno stato cristallino ed originare così minerali argillosi.
Gli ossidi / idrossidi di Fe e Al presenti nei suoli possono presentare differenti strutture cristalline e differenti gradi di ossidazione; i principali minerali sono:
- böhmite, AlOOH;
- gibbsite, Al(OH)3, abbondantissima nei suoli molto alterati dei climi caldo/umidi;
- ematite, α-Fe2O3, di colore rosso, abbondante nei suoli ben drenati, di climi caldi;
- goethite, α-FeOOH, di colore bruno/giallastro, abbondante in suoli ben drenati di climi freschi e umidi;
- lepidocrocite, γ-FeOOH, che costituisce le screziature giallo/arancione tipiche dei suoli a gley;
- ferridrite, Fe5HO8 · 4 H2O; è un composto di colore bruno-rossastro, presente negli orizzonti spodici colorati dei suoli podzolici. Più generalmente, si usa indicare con questo nome una discreta varietà di ossidi idrati di ferro, a struttura poco ordinata, che si accumulano temporaneamente come prodotti di alterazione evolvendo naturalmente verso forme più cristalline, ordinate;
- maghemite, γ-Fe2O3, ritrovata sia in suoli di ambiente caldo che temperato; sembrerebbe essere associata ad incendi forestali, visto che per la sua formazione in laboratorio sono richieste temperature di 300-500 °C[29].

## Le trasformazioni della sostanza organica

Le trasformazioni della sostanza organica durante la pedogenesi.

La presenza di sostanza organica (sia di origine vegetale che animale) è indispensabile perché un corpo naturale possa essere definito suolo. Durante la fase di genesi di un suolo la sostanza organica (o meglio, i suoi prodotti di alterazione) può svolgere un ruolo importantissimo e indirizzare, in un senso piuttosto che in un altro, la pedogenesi (si pensi alle foreste di conifere e alla lettiera acida che generano, o alla lettiera forestale ricca di basi e non acidificante delle foreste di latifoglie).
In alcune situazioni, come ad esempio in climi temperato-freddi e umidi, la sostanza organica ha un ruolo importante nella pedogenesi: la migrazione dei composti organici, le loro trasformazioni biochimiche e le interazioni con la componente minerale svolgono un ruolo di primo piano. In altre, vedansi le pedogenesi di ambienti equatoriali o tropicali, la sostanza organica ha un ruolo trascurabile, soverchiata dalle fortissime alterazioni geochimiche.
Il destino della sostanza organica fresca nella formazione di un suolo può portarla a percorrere due cammini differenti: 
- la mineralizzazione, vale a dire una forma di degradazione prevalentemente biologica che porta alla scomposizione dei composti organici di origine fino a sostanze inorganiche (ad esempio nitrati, ammoniaca, anidride carbonica, acqua);
- l'umificazione, che consiste nella produzione di composti colloidali di neoformazione, dotati di stabilità chimica sufficiente a renderli abbastanza refrattari alla degradazione microbica.

I due processi possono considerarsi antagonisti fra loro; l'insieme delle trasformazioni deve intendersi però come una specie di "circolo" (l'humus può subire una degradazione successiva, una mineralizzazione secondaria che lo può ricondurre a sostanze minerali, mentre alcune sostanze minerali possono subire una riorganizzazione).
La componente derivante da umificazione costituisce il patrimonio di sostanza organica stabile del suolo, con importanti influenze sulle sue proprietà fisiche (colore, struttura, ritenzione idrica) e chimiche (capacità di scambio cationico).

## Processi pedogenetici
A carico di qualunque materiale parentale, così come della componente organica che eventualmente si sviluppa, avvengono vari processi fisico-chimici, che scaturiscono nella loro alterazione e conseguente loro evoluzione verso un suolo; le trasformazioni che queste componenti subiscono nascono dal loro mancato equilibrio con l'ambiente, e sono volte al suo raggiungimento.
Secondo il pedologo statunitense Buol, un processo pedogenetico è: 
La classificazione dei suddetti processi non è semplice. Possono individuarsi processi semplici e processi compositi, dove i secondi sono costituiti da un insieme dei primi; tutti, però, possono essere riconducibili a quattro categorie, a seconda che portino:
1. a una traslocazione di materia nel profilo;
2. a una sua trasformazione;
3. a una sua aggiunta;
4. a una sua sottrazione.

Una classificazione, fra le molte logicamente possibili, è stata proposta nel 1980 dallo stesso Buol. Tale classificazione viene riassunta nella tabella sottostante: i differenti processi vengono raggruppati secondo coppie di processi simili concettualmente ma di segno opposto; fanno eccezione solo i processi legati alle dinamiche della sostanza organica.
| Processo                                  | Effetto sui materiali del suolo | Descrizione |
| ----------------------------------------- | ------------------------------- | --- |
| Eluviazione                               | Traslocazione                   | Asportazione di materia da uno strato di suolo |
| Illuviazione                              | Traslocazione                   | Deposizione di materia in uno strato di suolo |
| Dilavamento                               | Sottrazione                     | Allontanamento in soluzione di materiali |
| Arricchimento                             | Aggiunta                        | Aggiunta di materiale al suolo |
| Erosione superficiale                     | Sottrazione                     | Asportazione di materiale dalla superficie del suolo |
| Cumulazione                               | Aggiunta                        | Deposizione di materia alla superficie del suolo |
| Decarbonatazione                          | Traslocazione                   | Rimozione del carbonato di calcio da uno o più orizzonti di suolo |
| Carbonatazione                            | Traslocazione                   | Deposizione di carbonato di calcio in uno o più orizzonti di suolo |
| Salinizzazione                            | Traslocazione                   | Accumulo di sali solubili (solfati, cloruri) in uno o più orizzonti di suolo |
| Desalinizzazione                          | Traslocazione                   | Rimozione di sali solubili da uno o più orizzonti di suolo |
| Alcalinizzazione                          | Traslocazione                   | Aumento della percentuale di ioni sodio nel complesso di scambio |
| Dealcalinizzazione                        | Traslocazione                   | Rimozione di ioni sodio da un orizzonte natrico |
| Lisciviazione                             | Traslocazione                   | Movimento meccanico di particelle tra orizzonti, con la produzione di orizzonti distinti, eluviale e illuviale |
| Pedoturbazione                            | Traslocazione                   | Rimescolamento biologico o fisico dei materiali del suolo, con omogeneizzazione del profilo |
| Podzolizzazione                           | Traslocazione Trasformazione    | Rimozione per via chimica dell'alluminio, del ferro e della sostanza organica con accumulo residuale di silice in uno strato eluviato |
| Desilicizzazione                          | Traslocazione Trasformazione    | Rimozione per via chimica della silice con accumulo residuale di ferro, alluminio e minerali inalterabili, con possibile formazione di croste e strati induriti |
| Decomposizione                            | Trasformazione                  | Alterazione di materiali, sia minerali che organici |
| Sintesi                                   | Trasformazione                  | Genesi di composti complessi, sia minerali che organici |
| Melanizzazione                            | Aggiunta Trasformazione         | Iscurimento di un orizzonte minerale di suolo per mescolamento con sostanza organica umificata |
| Leucinizzazione                           | Trasformazione                  | Schiarimento di un orizzonte di suolo per rimozione della sostanza organica |
| Lettieramento                             | Aggiunta                        | Accumulo di residui, sia vegetali che animali, alla superficie del suolo |
| Umificazione                              | Trasformazione                  | Produzione di humus a partire da materiale organico grezzo |
| Paludizzazione o impaludamento            | Trasformazione                  | Accumulo di sostanza organica in sedimenti profondi (torba) |
| Maturazione                               | Trasformazione                  | Trasformazioni nella sostanza organica (evoluzione verso composti umici stabili) in seguito all'instaurarsi di condizioni di maggiore ossigenazione (ad esempio dopo cessazione di condizioni di saturazione idrica)                                                                         |
| Mineralizzazione                          | Trasformazione                  | Decomposizione della sostanza organica fino a ioni minerali |
| Brunificazione Rubefazione Ferruginazione | Traslocazione Trasformazione    | Liberazione del ferro in seguito all'alterazione dei minerali primari, sua dispersione e successiva ossidazione e idratazione. Con livelli di ossidazione e idratazione crescenti, si producono nel suolo colori bruni (brunificazione), rosso-bruni (rubefazione) e rossi (ferruginazione). |
| Gleyzzazione (gleificazione)              | Traslocazione Trasformazione    | Riduzione del ferro, in condizioni di saturazione idrica, con produzione di suoli con colori smorti (grigio-blu, grigio-verde) alternati a screziature vivaci |
| Allentamento                              | Trasformazione                  | Aumento del volume dei pori, per attività di pedofauna, radici, lisciviazione di particelle, effetti fisici |
| Indurimento                               | Trasformazione                  | Diminuzione del volume delle porosità, per collasso, compattazione o riempimento di vuoti per illuviazione |

Un altro tipo di distinzione è stato proposto, nel 1984, dal pedologo francese Philippe Duchaufour e individua:
- processi pedogenetici legati all'umificazione della sostanza organica;
- processi pedogenetici prevalentemente geochimici;
- processi pedogenetici legati a particolari condizioni fisico-chimiche della stazione;
- processi pedogenetici legati a forti variazioni climatiche stagionali;
- processi pedogenetici a ciclo lungo.

### Processi legati all'umificazione della sostanza organica

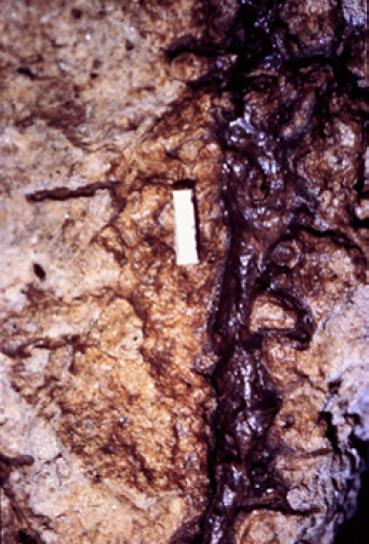
Pellicola di argilla di origine illuviale (argillans) in un orizzonte argillico.

Sono processi dominati dalle alterazioni di tipo biochimico, che producono suoli a scarsa evoluzione prevalentemente in ambienti freddi o temperati; i composti umici formano dei complessi organo-minerali con i prodotti dell'alterazione dei minerali primari. Sono la brunificazione, la lisciviazione, la carbonatazione, la podzolizzazione, l'andosolizzazione. 
Con il nome di brunificazione si identifica un processo caratterizzato dalla formazione di complessi argillo-humici in cui i due componenti vengono legati da ferro proveniente dall'alterazione geochimica della roccia madre; la loro successiva decomposizione libera nel profilo ossidi idrati di ferro (goethite), di colore giallastro che, sovrapposto al grigio dei minerali primari inalterati, dà il colore sul marrone di questi suoli.
La carbonatazione è un processo pedogenetico che porta alla precipitazione di carbonato di calcio in un suolo, in seguito ad alcune variazioni delle condizioni di temperatura, pH, attività metabolica della pedofauna. L'acqua ricca in carbonati può arrivare dall'alto (acqua di precipitazione atmosferica) oppure dal basso (risalita capillare).
Come risultato di questo processo, si hanno arricchimenti in carbonati: la loro quantità in un suolo può variare da semplici filamenti, creatisi nelle fratture, a interi orizzonti carbonatici induriti (orizzonte petrocalcico).
La presenza di carbonati in un profilo porta alla formazione di complessi con l'argilla e l'humus, con l'effetto di stabilizzare quest'ultima componente e renderla resistente alla mineralizzazione.
La decarbonatazione è definita come la perdita in calcare (carbonato di calcio, CaCO3), che viene trasformato in bicarbonato di calcio (Ca(HCO3)2) ad opera di acque di precipitazione atmosferica arricchite di anidride carbonica e allontanato dal profilo.
Le acque dilavanti possono, all'occorrenza, essere arricchite anche in ossidi di azoto (N2O3); in questo caso, l'allontanamento avverrà sotto forma di nitrato di calcio.
La decarbonatazione può anche precedere (e permettere) altri processi pedologici; è ad esempio il caso della podzolizzazione, che può instaurarsi solo su substrati non carbonatici e che quindi, in caso di materiali parentali calcarei, deve aspettare la loro decarbonatazione.
La lisciviazione consiste nell'asportazione (eluviazione), ad opera dell'acqua circolante nel profilo, di alcuni costituenti del suolo come argilla, limo ed elementi come calcio, sodio, potassio, magnesio. Queste particelle o ioni vengono poi accumulati negli orizzonti sottostanti (illuviazione); generalmente nei macropori compresi fra i singoli aggregati, dove si depositano sotto forma di pellicole di argilla (argillans) o ossidi di ferro/alluminio (sesquans, da sesquiossidi), noduli e concrezioni, originando un orizzonte argillico. In caso di presenza abbondante di argille 1:1, come le caoliniti, la deposizione non avviene sotto forma di pellicole ma come accumulo diffuso, originando il cosiddetto orizzonte diagnostico kandico.
La lisciviazione è un processo di tipo non specifico, comune a tutti gli ambienti in cui le precipitazioni superano l'evapotraspirazione, quantomeno in alcuni periodi dell'anno e in suoli a drenaggio non impedito; durante la lisciviazione si ha una perdita di basi, con conseguente acidificazione del pedoambiente.
La podzolizzazione è un composito processo pedogenetico caratteristico delle foreste di conifere: la spessa lettiera di aghi genera abbondanti composti organici debolmente acidi, che attaccano, alterandoli rapidamente, i minerali primari, che vengono complessati a formare dei composti organo-metallici amorfi. Questi, per mezzo dell'acqua circolante nel profilo, migrano verso zone più profonde (originando un orizzonte eluviale decolorato) dove precipitano, depositandosi in un orizzonte illuviale.
L'andosolizzazione (dal giapponese an do, "suolo scuro") è un processo che può essere considerato molto simile alla podzolizzazione e interessa substrati vulcanici in ambienti tendenzialmente caldi e abbastanza umidi. L'idrolisi dei materiali vetrosi vulcanici provoca la liberazione nel terreno di alluminio amorfo sotto forma di ossido (Al2O3), che con le sue numerose cariche positive libere blocca molto saldamente tutti i composti con gruppi negativi liberi (composti umici, fosfati), con l'effetto di stabilizzarli non appena si producono. Questi composti sono insolubili in acqua, ragione per cui nei suoli vulcanici non si hanno migrazioni interne ma solo modifiche in posto.

### Processi prevalentemente geochimici

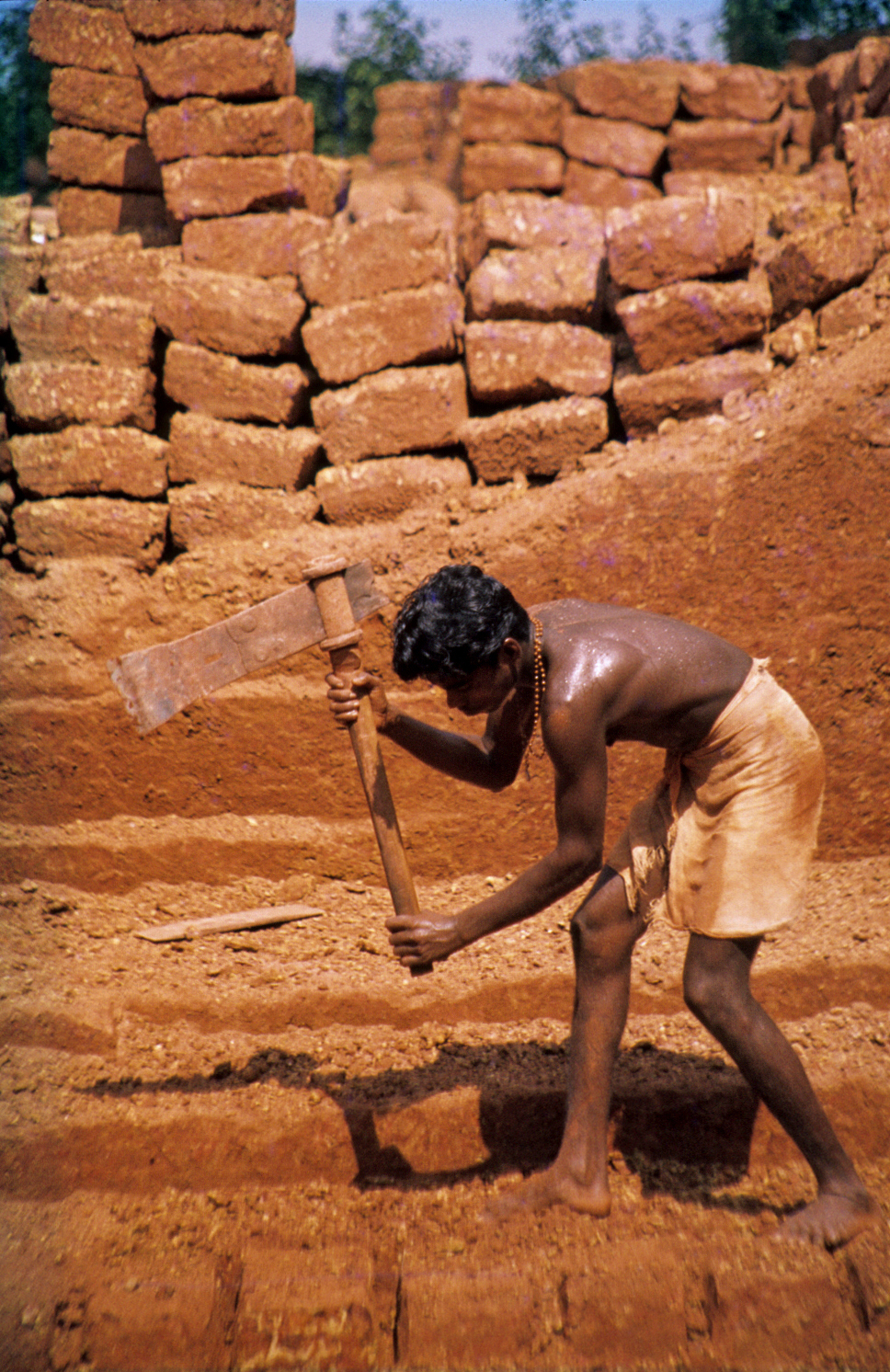
Preparazione di blocchi di laterite da usare come materiale da costruzione, India.

Nelle zone della Terra a clima caldo, dalle regioni subtropicali a quelle più tipicamente equatoriali, si possono sviluppare dei processi pedogenetici caratterizzati da forte alterazione geochimica dei minerali originari delle rocce; la materia organica del suolo ha un ruolo assolutamente marginale, dato che viene rapidamente ossidata. Tali processi diventano più intensi, con alterazione più spinta, mano a mano che si procede verso l'Equatore; questo sia per l'aggressività del pedoambiente che per la sempre maggiore durata della pedogenesi. In ordine di intensità crescente, si osservano i processi di fersiallitizzazione, ferruginazione e ferrallitizzazione.
L'insieme di questi tre processi è denominato anche laterizzazione, dato che, negli ambienti più caldi e umidi, si producono frequentemente delle croste durissime formate da ferro e alluminio (lateriti), utilizzate anche come materiale da costruzione (laterizi, donde il nome).
La fersiallitizzazione (dagli elementi ferro, silicio e alluminio) è un processo pedogenetico caratteristico dei climi mediterranei, con decisa stagione secca estiva che segue una stagione umida invernale. È caratterizzato da accentuata neogenesi di argille a struttura 2:1 e dalla loro lisciviazione in un orizzonte di accumulo sottosuperficiale; l'abbondante ferro si deposita uniformemente sotto forma di ematite provocando intensi arrossamenti del profilo, che assume una tinta rosso-brunastra (rubefazione).
La ferruginazione è un processo intermedio, come intensità, tra la fersiallitizzazione e la ferrallitizzazione. I lineamenti generali sono grosso modo identici a quelli che si osservano durante la ferrallitizzazione, ma meno espressi, data la minore aggressività ambientale: non si ha desilicizzazione totale, la maggior parte delle argille di neoformazione sono del tipo 1:1, a bassa CSC (generalmente associato a pedoambienti aggressivi), ma si rinvengono anche argille di tipo 2:1.
I climi caratteristici in cui si compie il processo di ferruginazione sono quelli tropicali, con alternanza stagionale secco/umido; gli abbondanti ossidi di ferro rendono il suolo color rosso mattone.
La ferrallitizzazione indica un processo di pedogenesi delle regioni equatoriali, molto calde e umide, caratterizzato da intensa alterazione, mediante idrolisi, a carico dei minerali primari, associata ad intenso dilavamento di silice e cationi che risulta in accumuli residuali di ferro e alluminio sotto forma di ossidi e idrossidi. Le argille di neoformazione sono pressoché esclusivamente di tipo 1:1, a scarsa attività; la lisciviazione di silice può però essere talmente intensa da provocare il suo completo allontanamento (allitizzazione), originando suoli composti solo da ferro e alluminio ossidati e da minerali durissimi, inalterabili in condizioni ambientali, paragonabili pertanto a meri strati geologici.

### Processi legati a particolari condizioni fisico-chimiche

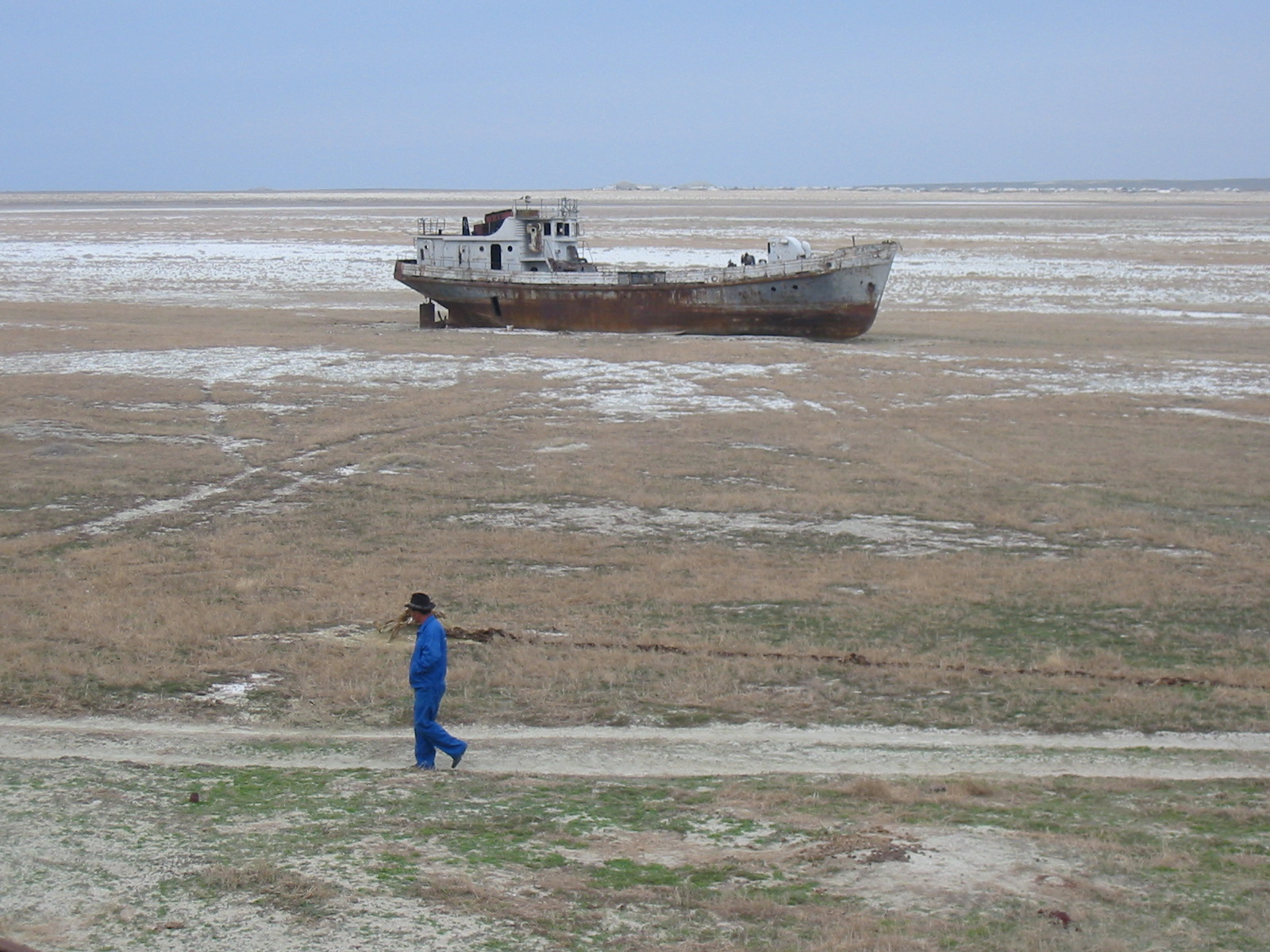
Depositi di sale dopo il ritiro del lago d'Aral.

Si tratta di processi di pedogenesi determinati da particolari condizioni che si incontrano nel sito; possono essere, ad esempio, una falda acquifera subaffiorante oppure abbondanza di sali. I processi influenzati da queste caratteristiche delle stazioni sono la gleyzzazione, la salinizzazione, lalcalinizzazione e la solfato-riduzione.
La gleyzzazione o gleyficazione è un processo pedogenetico che si osserva in siti con importanti problemi di ristagno idrico, caratterizzati dal fenomeno della riduzione del ferro da ione trivalente a bivalente (Fe2+). I composti del ferro bivalente, così come tutti i composti piuttosto ridotti, assumono tinte smorte, sul grigio/verdastro o grigio/bluastro. Le condizioni di saturazione possono non essere permanenti: in questo caso, una parte del ferro si riossida a Fe3+, depositandosi a formare screziature di colori vivaci che spiccano sulla massa di fondo.
La salinizzazione è un processo di arricchimento di un suolo in sali di sodio; deriva, nella maggior parte dei casi, da condizioni di clima molto caldo e secco, con evapotraspirazione molto più elevata delle precipitazioni atmosferiche. L'abbondanza di sodio può derivare dalle caratteristiche chimiche della roccia madre, oppure dalla presenza di una falda salata subsuperficiale; ancora, eventuali sommersioni e successive emersioni dal mare dei materiali parentali.
Se il sodio è presente nella forma scambiabile come ione Na+, il processo viene detto alcalinizzazione e porta ad un considerevole aumento del pH del terreno. I suoli con elevato tenore in sodio vengono spesso destrutturati, con formazione di "colonne" e fessurazioni.
La solfato-riduzione è un processo analogo, nelle grandi linee, alla gleyzzazione, caratteristico della fascia delle mangrovie delle coste tropicali. Si sviluppa in luoghi con falda idrica salmastra e abbondanza di argilla e sostanza organica, portando ad accumuli di solfuri di ferro. In caso di cessazione delle condizioni di saturazione e asfissia, detti solfuri si ossidano velocemente producendo acido solforico e provocando crolli del valore del pH del suolo.

### Processi legati a forti variazioni climatiche stagionali

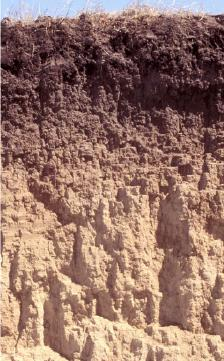
Suolo di prateria, Nebraska.

Sono caratteristici dei siti in cui si hanno forti alternanze stagionali, sia di temperatura che di umidità, unitamente a particolari situazioni litologiche. Le particolari dinamiche interne al suolo portano ad una omogeneizzazione (detta anche aploidizzazione, dal greco aploos, semplice) del profilo, procedendo quindi al contrario di quanto avviene in un normale processo pedogenetico, che porta invece ad una orizzontazione.
L'isoumismo (o steppizzazione) è un processo pedogenetico, tipico dei climi continentali piuttosto secchi, che porta, in presenza di una certa quantità di ioni calcio, alla formazione degli epipedon scuri e umiferi dei suoli di steppa (i cosiddetti černozëm); l'abbondante sostanza organica derivante dalla decomposizione delle radici delle piante erbacee che costituiscono la vegetazione, stabilizzata dal calcio, forma composti molto resistenti alla mineralizzazione, che si accumulano fino ad elevata profondità inscurendo uniformemente l'orizzonte.
La vertisolizzazione è invece un composito processo pedogenetico causato dalla contemporanea presenza di abbondanti quantità di argille espandibili e di accesi contrasti stagionali di umidità. Nei periodi umidi le argille espandibili "assorbono" acqua nei loro reticoli, aumentando di volume, in qualche caso originando dei tipici microrilievi (gilgai). Nei periodi secchi, viceversa, le argille "rilasciano" molecole di acqua dai loro reticoli cristallini, provocando l'apertura di "crepacciature", anche di notevoli dimensioni. In queste ultime cadono particelle delle parti superficiali del suolo, producendo così una sorta di rimescolamento periodico del terreno. L'incorporazione di sostanza organica fino a consistenti profondità provoca, analogamente a quanto succede nei suoli di steppa, un certo inscurimento.

### Processi a ciclo lungo
Sono compresi in questa definizione dei processi di pedogenesi instauratisi a partire dalle fasi interglaciali, quindi di età pre-olocenica. Questi periodi hanno visto, in alcuni casi, clima più caldo e umido dell'attuale; ne consegue che nei suoli così prodotti si possono osservare porzioni superficiali originate da cicli pedogenetici attuali, e pertanto in equilibrio con il clima temperato in cui si sono sviluppati, soprastanti a porzioni inferiori, spesso molto profonde e molto alterate, che sono da considerarsi dei paleosuoli relitti, eredità di periodi caldo/umidi.
Non vi è, a livello scientifico, univocità riguardo al significato del termine paleosuolo; Duchaufour ha proposto la classificazione dei paleosuoli in cinque categorie: 
- suoli fossili, sepolti sotto sedimenti o rocce che li hanno "sigillati", impedendone ogni contatto con l'ambiente;
- suoli policiclici (o poligenetici), prodotti da una successione di più cicli di pedogenesi, separati da un qualche "evento traumatico" (significativo cambio climatico, forte erosione, ecc.). L'ultimo di questi cicli ha parzialmente interessato il suolo "precedente", ringiovanendolo;
- suoli antichi, in cui i processi durano indisturbati da più di 10-12 000 anni, data di inizio dell'Olocene;
- suoli composti, in cui i differenti cicli hanno interessato substrati differenti, senza interferenze reciproche;
- suoli complessi, analoghi ai precedenti ma con la differenza che i processi pedogenetici recenti sono andati ad interessare il materiale anticamente pedogenizzato.

## I fattori della pedogenesi e le equazioni di Jenny
I fattori della pedogenesi si possono definire come gli agenti che condizionano i processi pedogenetici; possono essere di carattere litologico, climatico e biologico, e l'alterazione di uno qualsiasi di questi fattori ha importanti conseguenze sullo sviluppo futuro del suolo, facendo procedere la pedogenesi in una maniera differente da quella seguita fino al momento della variazione.
Fu il pedologo russo Dokučaev, nel 1898, a porre l'accento sul fatto che un suolo è il risultato dell'azione dei diversi fattori; il concetto fu formalizzato nel 1941 dal pedologo Jenny, nella prima versione della sua famosa equazione che connette le proprietà osservate del suolo con i fattori indipendenti che determinano la sua formazione:
{\displaystyle S=f(cl,o,r,p,t,...)\ }
dove:
- S = una qualunque proprietà del suolo
- cl = clima
- o = organismi
- r = topografia (intesa come rilievi, dall'inglese relief)
- p = roccia madre (dall'inglese parent material)
- t = tempo (momento iniziale della formazione di un suolo)
- … = altri fattori, di importanza locale

Questa equazione fu poi perfezionata, vent'anni più tardi, ad opera dello stesso Jenny:
{\displaystyle l,s,v,a=f(L_{0},P_{x},t)\ }
dove:
- l = proprietà dell'ecosistema
- s = proprietà del suolo
- v = proprietà della vegetazione
- a = proprietà della vita animale
- L0 = valore delle proprietà al tempo zero (inizio della pedogenesi)
- Px = potenziali di flusso
- t = età dell'intero sistema

Questa "versione" dell'equazione originaria si può esprimere anche in altre maniere, equivalenti alla prima versione; in particolare, la precedente equazione si può considerare una somma di:
- {\displaystyle l,s,v,a=f(cl,o,r,p,t)=\ } climofunzione – in funzione del clima
- {\displaystyle l,s,v,a=f(t,o,r,p,cl)=\ } cronofunzione – in funzione del tempo
- {\displaystyle l,s,v,a=f(p,o,r,t,cl)=\ } litofunzione – in funzione della roccia madre
- {\displaystyle l,s,v,a=f(o,t,r,p,cl)=\ } biofunzione – in funzione degli organismi
- {\displaystyle l,s,v,a=f(r,t,o,p,cl)=\ } topofunzione – in funzione del rilievo (topografia)

I diversi fattori non viaggiano mai separatamente; lo stesso clima, ad esempio, può produrre suoli di differenti tipi su differenti substrati rocciosi. Può succedere che, in particolari condizioni, un solo fattore diventi preponderante rispetto a tutti gli altri: nella tundra, ad esempio, il fattore clima acquista grossa importanza, a discapito degli altri; in condizioni di fortissima pendenza diventa molto rilevante il fattore morfologico riducendo il peso degli altri.
I diversi fattori pedogenetici sono talmente correlati alla formazione dei caratteri dei diversi suoli, anche nell'immaginario collettivo, che le classificazioni "popolari" parlano spesso, ad esempio, di "suoli di prateria" (facendo esplicito riferimento al fattore vegetazione), di "suoli vulcanici" (il riferimento è alla roccia madre), di "suoli di palude" (topografia).

### La roccia madre

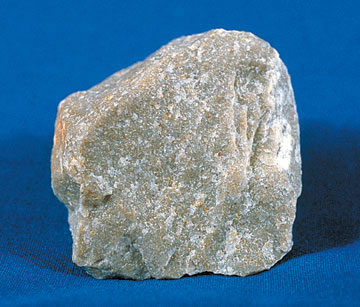
Un campione di quarzite: la sua scarsità di minerali alterabili può anche arrivare a impedire la pedogenesi.

Dato che la componente minerale del suolo deriva direttamente dall'alterazione fisica e chimica delle rocce, il fattore litologia è di fondamentale importanza, tanto che in alcune classificazioni pedologiche degli albori molti suoli venivano distinti solo basandosi sui materiali parentali. In climi estremi, come la tundra o i deserti, il fattore litologico perde importanza a favore del fattore climatico: si produrranno suoli identici o molto simili, indipendentemente dal tipo di substrato. Al di fuori di queste eccezioni, però, come succede nei climi temperati, a substrati diversi possono corrispondere suoli diversi, dal momento che nessun fattore pedogenetico prevale, ma agisce con altri in misura paritaria. Un caso molto particolare di "indipendenza" del suolo dalla roccia che l'ha generato è quello di alcuni suoli molto profondi, in cui gli orizzonti superficiali siano fisicamente talmente lontani dalla roccia madre da potersi considerare non più "collegati" con essa.
Gli effetti sui suoli delle diverse tipologie di rocce sono numerosi e importanti. Gli spessi orizzonti superficiali scuri, con forti arricchimenti di sostanza organica, dei suoli vulcanici (epipedon melanico) e dei černozem della steppa (epipedon mollico) possono svilupparsi grazie all'abbondanza di elementi (rispettivamente, l'alluminio e i carbonati) in grado di "bloccare" e quindi rendere resistente alla degradazione microbica la sostanza organica appena umificata. Depositi sabbiosi molto impoveriti o rocce come le quarziti sono costituiti essenzialmente da minerali non alterabili: come si può facilmente intuire, in questi casi la pedogenesi sarà, se non impedita, senz'altro ridotta al minimo e quindi di fatto indipendente dal tempo; allo stesso modo, rocce madri saline, soprattutto in climi aridi, indirizzano decisamente la genesi di un suolo.
Il fattore roccia può influire pesantemente anche sulla velocità della pedogenesi: nello stesso tipo di clima, per produrre un centimetro di suolo su una roccia piroclastica può bastare un anno di tempo, per produrne altrettanto su un calcare duro ce ne possono volere migliaia.

### Il rilievo
Un possibile esempio, fra i tanti, di effetto topografia sulla pedogenesi arriva dalle zone ondulate dell'Africa saheliana.

In questo tipo di paesaggio, procedendo dalla cima dell'altura verso il piede, si possono osservare delle successioni caratteristiche di suoli: alla sommità la pedogenesi procede analogamente a molte altre zone a clima caldo-umido, con intensa idrolisi dei minerali primari, dilavamento quasi completo di silice e cationi che produce dei suoli ferrallitici rossi.

Questi prodotti, dilavati dall'alto, si accumulano al piede dell'ondulazione: questo accumulo favorisce la neoformazione di argilla ed in particolare, vista l'abbondanza di cationi, delle argille a reticolo espandibile. La loro presenza consente quindi lo sviluppo di vertisuoli, che a causa del rimescolamento profondo e della conseguente incorporazione in profondità di sostanza organica assumono colori molto scuri.

Questo fenomeno, derivante dalla particolare topografia locale, fa sì che si possano rilevare dei suoli con profili identici a molti chilometri di distanza (tutti i suoli situati nelle medesime condizioni topografiche) e dei suoli completamente differenti in due punti situati a poche centinaia di metri (cima e base dell'altura).

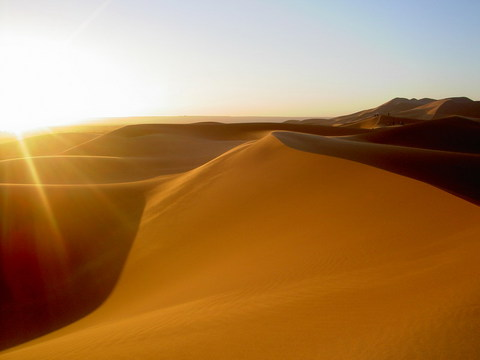
Nei climi estremi la pedogenesi è molto ridotta.

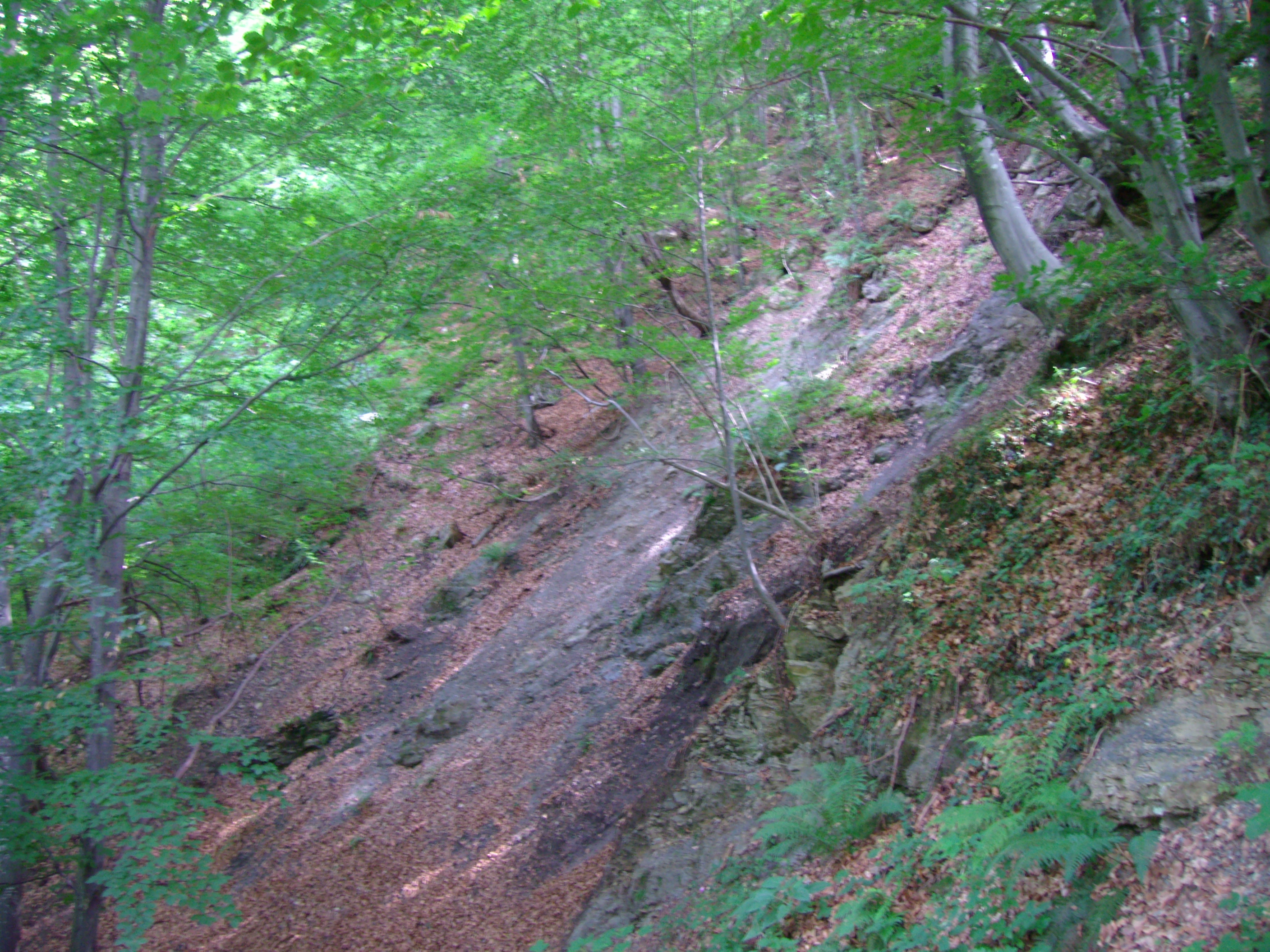
Pendenze eccessive impediscono l'accumulo di particelle di suolo.

La morfologia può influire sulla pedogenesi in varie modalità, riconducibili essenzialmente a due tipologie, di cui una considerata indiretta contrapposta ad una in cui la topografia "prende parte" direttamente nei processi di pedogenesi.
Per quanto riguarda il primo caso, la morfologia di un sito si limita a condizionare altri fattori pedogenetici, come ad esempio il clima e la vegetazione; si può pensare, ad esempio, alle differenze esistenti sui due versanti opposti, settentrionale e meridionale, di una stessa montagna: nelle zone temperate dell'emisfero boreale, il versante rivolto a nord presenta clima più freddo, minore insolazione e maggiore umidità di quello rivolto a sud, con differenze che si riflettono sulla vegetazione (ovviamento nell'emisfero australe la situazione è simmetricamente opposta).
Esempi illuminanti vengono da alcune ampie vallate alpine disposte in senso longitudinale, come la Valtellina e la Val Pusteria: i versanti esposti a nord sono coltivati fino ad altezze inferiori, oltre le quali si estende il bosco, costituito da conifere già a basse quote; il versante aperto a mezzogiorno vede invece un maggiore sviluppo dei coltivi oltre i quali compare il bosco di latifoglie o misto di latifoglie e conifere, sostituito più in alto dalle sole conifere. Le pedogenesi, in questi due casi, differiranno nettamente.
Diverso è il caso in cui il fattore topografia esercita un ruolo diretto: si possono immaginare le differenze fra suoli formatisi lungo i ripidi versanti di una montagna (suoli sottili e poco evoluti, continuamente ringiovaniti dall'erosione) oppure nel fondo di una depressione (suoli spesso idromorfi per problemi di ristagno idrico). Nel riquadro accanto si mette in evidenza un particolare effetto derivante dalla topografia.

### Il clima
Il clima di una località influenza vari altri fattori pedogenetici, come la vita vegetale e animale e la morfologia; ha inoltre un impatto diretto anche sull'intensità della pedogenesi, che è massima nelle zone calde e umide equatoriali e minima, nulla in qualche caso, nelle zone molto aride e fredde, polari o di alta montagna.
Esiste, in alcuni casi di climi "estremi", con forti contrasti, una corrispondenza diretta tra caratteristiche climatiche e tipologie dei suoli che vi si sviluppano (zonalità): un caso tipico è rappresentato dalla Russia, nel cui sterminato territorio i suoli si distribuiscono in grosse fasce da nord a sud: nelle zone artiche, a tundra, suoli sottili, spesso gelati; nella fascia della taiga, i suoli podzolici; nella zona della steppa, le terre nere che si schiariscono mano a mano che si procede verso il semideserto.
Più in generale, anche a livello planetario si può osservare una sorta di zonalità climatica, dipendente linearmente dalla latitudine, almeno considerando i suoli ben drenati (suoli come sistemi aperti) che hanno avuto un'evoluzione sufficiente; detta zonalità ha origine dalle dinamiche dei componenti del suolo (ferro e silice) che risultano dall'alterazione dei minerali primari.
Alle alte latitudini, con evapotraspirazione molto bassa, si hanno condizioni umide e fredde, che fanno sì che il ferro permanga allo stato ridotto, causando tinte grigie, derivanti dai colori dei minerali primari e della sostanza organica; diminuendo la latitudine e aumentando la temperatura, si instaurano condizioni più favorevoli all'ossidazione e cristallizzazione del ferro, dapprima come goethite, che colora i terreni di marrone, successivamente come ematite, che dona ai suoli una tinta rossa. Dunque, procedendo dai Poli all'Equatore, considerando solo dei suoli "maturi" in equilibrio con il clima, si ha passaggio da suoli grigi a suoli marroni e, infine, rossi.
Inoltre, sempre in condizioni di suoli all'equilibrio con il clima e senza problemi di flussi di materia, si osserva che:
- alle alte latitudini si manifesta accumulo di silice residuale, con movimenti nel profilo a carico del ferro, dell'alluminio e della sostanza organica che vengono lisciviate (comportamento estremizzato dal processo di podzolizzazione).
- alle basse latitudini si ha l'opposto: i movimenti nel profilo sono a carico della silice, e si verificano accumuli residuali di ferro e alluminio ossidati;
- alle latitudini intermedie, nei climi temperati abbastanza umidi, si ha intensa neoformazione di argille, che viene lisciviata e accumulata in un orizzonte illuviale di profondità.

Esistono tuttavia numerose eccezioni alla zonalità: il clima ridiventa solo uno dei fattori pedogenetici e acquistano importanza gli altri. Ad esempio, in condizioni di clima temperato freddo, su substrato siliceo si sviluppa un suolo podzolico sotto vegetazione prevalente a conifere, mentre su substrati calcarei si instaura una vegetazione decidua o mista latifoglie/conifere e un suolo bruno.
In caso di pedogenesi molto lunga può darsi il caso di un suolo che abbia assistito a rilevanti cambiamenti climatici, subendone gli effetti; le pedogenesi risultanti possono anche essere state contrastanti nel tempo, producendo suoli di antica formazione, i cosiddetti paleosuoli.

### Gli organismi viventi

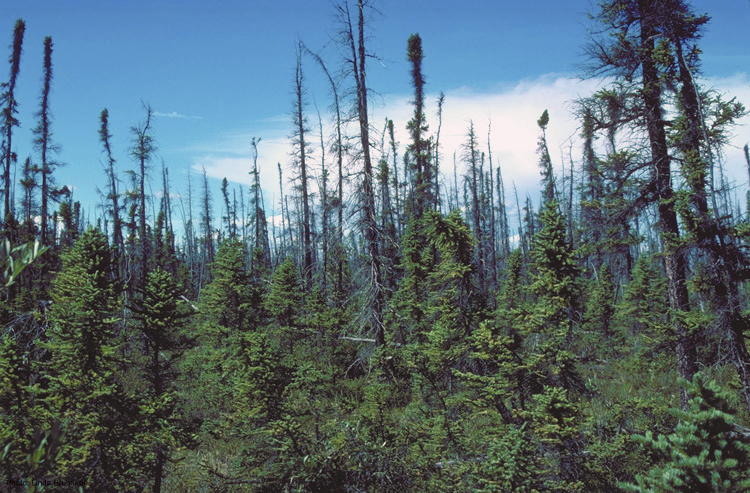
Le conifere della taiga, con la loro lettiera di aghi povera di basi, acidificano il pedoambiente.

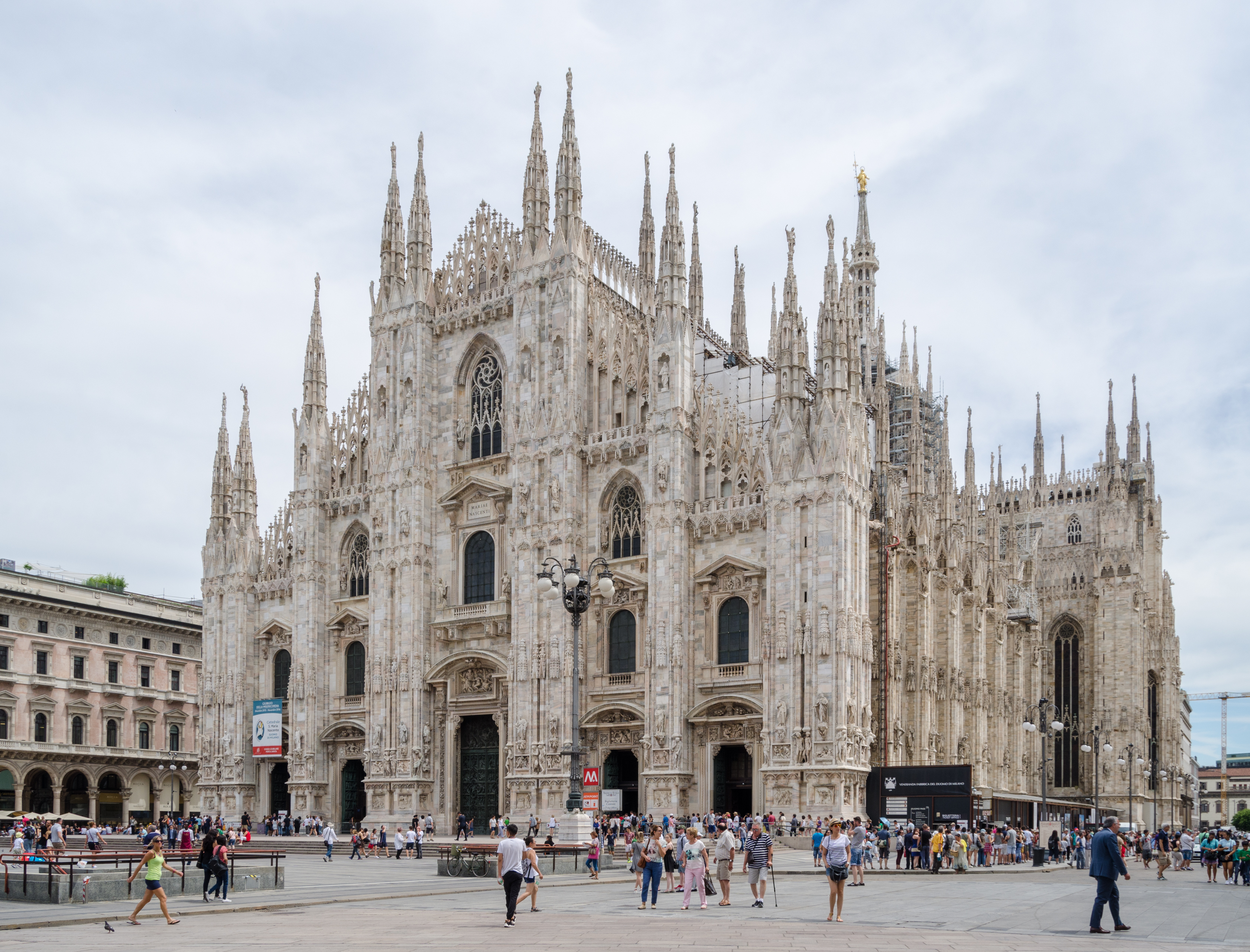
L'uomo è un potentissimo fattore pedogenetico, potendo arrivare ad interrompere la pedogenesi e ad asportare il suolo da essa prodotto.

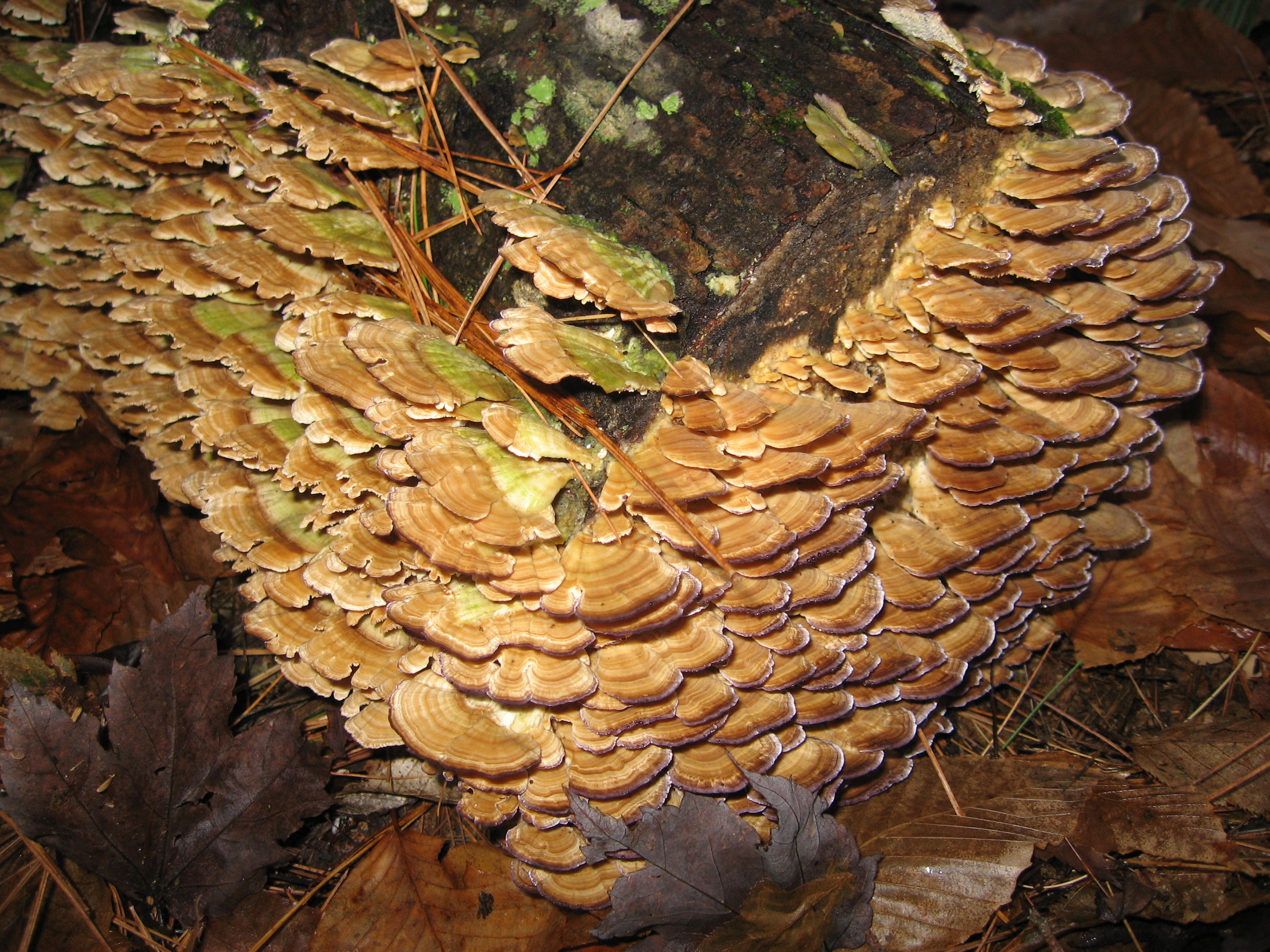
I funghi sono dei fenomenali riciclatori di materia.

I vegetali possono condizionare in diversi modi la pedogenesi, sia direttamente che indirettamente. Esempi di condizionamenti diretti sono la fissazione dell'energia solare che permette la nutrizione degli organismi, il rifornimento di sostanza organica e basi al suolo, l'azione fisica di alterazione del materiale da cui il suolo si sviluppa; a titolo di esempio, si consideri il caso, piuttosto frequente, in cui lo stesso substrato, con lo stesso clima, può portare ad un suolo lisciviato (Alfisol) in caso di copertura a conifere oppure ad un suolo dove non si osserva lisciviazione (Inceptisol) sotto copertura di latifoglie. Per contro, fra le influenze indirette si possono considerare le modificazioni al bilancio idrico complessivo di un suolo e al suo stato termico e, importantissima, la protezione dall'erosione eolica e idrica.
Anche se può sembrare trascurabile, il ruolo degli animali nella pedogenesi è di importanza capitale: la pedofauna del suolo svolge il compito di trasformazione dei residui organici freschi in sostanza organica decomponibile (animali detritivori) e composti umici e di rimescolamento meccanico (lombrichi, oltre ad animali più grossi come, ad esempio, le marmotte). Altri tipi di interventi di animali nella genesi dei suoli possono essere più specifici, ben localizzati geograficamente; un buon esempio è dato dalle termiti: per lunghissimi periodi di tempo hanno edificato i loro termitai sugli altopiani etiopici fornendo grossi quantitativi di terreno facilmente erodibile; il Nilo (il fiume che drena quelle zone) ne ha trasportato fino al mare enormi quantitativi depositandoli nel suo delta. Un ruolo a parte ha poi l'Homo sapiens. Le azioni antropiche sui suoli datano dagli albori dell'avventura umana sulla Terra, attraverso le modificazioni della vegetazione di un luogo, le coltivazioni millenarie, gli usi errati che hanno portato alla degradazione del suolo attraverso erosione, inquinamento, espansione delle aree urbane.
Dato che non si possono collocare in maniera soddisfacente né nel regno animale, né in quello vegetale, anche i funghi e la maggior parte dei batteri meritano una menzione a parte, per via del loro importante ruolo di riciclaggio e trasformazione di materia organica. Dal punto di vista funzionale integrano e completano l'attività della pedofauna come organismi decompositori ed intervengono perciò nei processi di decomposizione, umificazione e mineralizzazione della sostanza organica.

### Il tempo
Appare abbastanza ovvio che fra i fattori pedogenetici appaia il tempo, anche se la pedogenesi non è, da questo punto di vista, un processo ben definito.
Le età dei suoli possono essere molto diverse: partendo da suoli in ambienti stabili, sotto il duplice aspetto geomorfologico e climatico, dove non sono arrivati a farsi sentire gli effetti delle glaciazioni quaternarie, che possono avere un'età dell'ordine delle centinaia di migliaia o milioni di anni (come è il caso di alcuni suoli ferrallitici equatoriali), si può arrivare ai pochi anni di un suolo sottilissimo situato su una pendice montana erosa.
I tempi dei vari processi pedogenetici differiscono moltissimo, potendo variare su alcuni ordini di grandezza:
- un suolo ferrallitico si sviluppa in ambiente equatoriale caldo-umido in circa 20-30 000 anni, mentre in ambiente tropicale, meno aggressivo, il processo necessita di tempi più lunghi (100 000 anni);
- per la lisciviazione dell'argilla, fino alla formazione di un orizzonte argillico, sono necessari tempi dell'ordine di poche migliaia di anni, che è circa il tempo di sviluppo di un suolo fersiallitico in ambiente mediterraneo;
- un podzol si può sviluppare, in un ambiente temperato freddo, in circa 1 000 anni.
- su campi acquisiti alla coltivazione del riso in sommersione si possono vedere i primi segni di idromorfia dopo solo tre anni[47].

### Esplicative
1. ↑  Il materiale "sciolto", composto da frammenti disaggregati della roccia originale, derivato dall'alterazione prodotta dagli agenti atmosferici e dal clima.
2. ↑  Ovvero il regime climatico cioè le variazioni climatiche stagionali
3. ↑  La morfologia del territorio

### Bibliografiche
1. ↑  Nichols (2009), p. 146.
2. ↑  Vitali (2016), p. 8.
3. 1 2 3  Foth (1990), p. 12.
4. 1 2  Ricci Lucchi (1980a), p. 14.
5. ↑  Foth (1990), pp. 116-118.
6. 1 2 3 4  Perosino (2012), p. 1.
7. ↑  Phillips (2017), p. 11.
8. ↑  Foth (1990), pp. 1-10.
9. ↑  Foth (1990), pp. 150-163.
10. ↑  Vitali (2016), p.9; p.15.
11. ↑  Ippolito et al. (1980), p. 1.
12. ↑  Nichols (2009), pp. 146-147.
13. ↑  Nichols (2009), pp. 89-91.
14. 1 2  Nichols (2009), pp. 89-93.
15. ↑  Ricci Lucchi (1980a), pp. 13-17; pp.34-36.
16. 1 2  Ricci Lucchi (1980a), pp. 13-17.
17. 1 2 3  Perosino (2012), p. 3.
18. 1 2 3  Ricci Lucchi (1980a), pp. 34-36.
19. ↑  Nichols (2009), p. 90.
20. ↑  Ippolito et al. (1980), p. 56.
21. ↑  Ricci Lucchi (1980a), p. 176.
22. 1 2  Nichols (2009), pp. 90-91.
23. ↑  Ippolito et al. (1980), p. 57.
24. 1 2  Marziano (2016), p. 15.
25. ↑  Perosino (2012), pp. 3-4.
26. ↑  Casati (1996), p. 54.
27. ↑  Giordano (1999), p. 157.
28. 1 2 3 4  Casati e Pace (1996), pp. 220-226.
29. 1 2 3 4 5 6  Giordano (1999), pp. 159-163.
30. ↑  Magaldi e Ferrari (1984), p. 46.
31. 1 2   C. Dazzi, Processi della pedogenesi (PDF), su Appunti delle lezioni, 2005,  pp. 1-2. URL consultato il 18 luglio 2007 (archiviato dall'url originale il 28 settembre 2007).
32. ↑  Giordano (1999), pp. 165-167.
33. ↑  Cremaschi e Rodolfi (1991), pp. 196-197.
34. ↑  Giordano (1999), p. 165.
35. ↑  Casati e Pace (1996), p. 234.
36. ↑  Casati e Pace (1996), p. 239.
37. ↑  Casati e Pace (1996), p. 243.
38. ↑  Giordano (1999), p. 128.
39. ↑  H. Jenny, Factors of Soil Formation. 1941.
40. ↑  Giordano (1999), p. 135.
41. ↑  Cremaschi e Rodolfi (1991), p. 219.
42. ↑  Giordano (1999), p. 139.
43. ↑  Cremaschi e Rodolfi (1991), p. 197.
44. ↑  Giordano (1999), p. 142.
45. ↑  Giordano (1999), p. 145.
46. ↑  Giordano (1999), pp. 148-150.
47. ↑  Magaldi e Ferrari (1984), p. 74.